# WonderSwan
WonderSwan（簡稱為WS）是日本玩具製造商萬代（後與南夢宮合併為萬代南夢宮）推出的16位元掌上遊戲機、第五世代遊戲機，由Game Boy設計者橫井軍平成立的公司Koto Laboratory和萬代共同設計，亦是橫井軍平在1997年因車禍逝世前主導設計的最後一款硬體。
初代WonderSwan於1999年3月於日本推出；衍生機型包括於2000年推出的WonderSwan Color（日语：ワンダースワンカラー，簡稱為），以及2002年推出的SwanCrystal（日语：スワンクリスタル，簡稱為）。在生命週期內，沒有任何一款WonderSwan系列主機於日本以外的地區正式推出。
WonderSwan系列主機在其生命週期中銷量共計約350萬部，於日本掌上遊戲機市場市佔率最高達8%。儘管在市場龍頭任天堂Game Boy系列的競爭下表現並不算突出，多數輿論仍給予WonderSwan正面評價。

## 歷史

### 背景及開發
萬代是由山科直治於1950年建立的一家公司，以玩具車與可塑模型生產起家，自1963年取得《原子小金剛》版權後，就以製造熱門日本動畫角色授權玩具成為玩具界巨頭之一。1970年代中期，萬代開始製造以電視節目為題材的液晶顯示器（LCD）遊戲和專用遊戲機；1982年，將美泰兒的家用遊戲機Intellivision引入日本。1985年後，萬代成為首批任天堂紅白機第三方電子遊戲發行商之一。不過萬代在電子遊戲界的最大成功則是於1996年首發的電子寵物塔麻可吉，甚至使公司原先預定與另一家電子遊戲商世嘉合併的計畫於1997年取消；萬代董事會在通過與世嘉合併的決議後不到一周就決定反對合併計畫，世嘉在萬代董事會通過反對決議當晚召開了緊急董事會，會中決定尊重萬代的選擇。對合併提議未獲支持一事，時任萬代總裁山科誠表示負責。於是萬代就在沒有外部支援的情況下，進入了電子遊戲市場。
橫井軍平是一名工程設計師，以主導設計任天堂的掌上遊戲機Game Boy聞名。在Virtual Boy失敗後，橫井於1996年離開任天堂，自創公司Koto Laboratory。萬代在此時與他聯繫，請他協助設計一部掌上遊戲機與Game Boy競爭。橫井參與了新主機的研發過程，但卻於1997年因車禍逝世，無緣見到WonderSwan正式推出。
1998年10月8日，WonderSwan相關資訊於東京首次公開。萬代希望藉由之名凸顯主機兼具設計美學和性能，即是因為（天鵝）普遍被認為是優雅的鳥類，而強勁有力的雙腿則在水面下划動輔助游泳；萬代並承諾WonderSwan將擁有約30小時的電池續航力、合理的售價，以及約50款首發遊戲。

### 發售及競爭
1999年3月4日，WonderSwan於日本首發，售價為4,800日圓，有珍珠白、鏤空綠、金屬銀、鏤空紅、金屬藍、鏤空藍、鏤空黑、迷彩、金色等9種外殼顏色供選擇，之後並經在萬代的網站舉行的線上投票活動新增冰薄荷、冰霜瓜和蘇打藍三種限量的雙色選項，與此同時於7月22日停售了金屬銀、金屬藍和珍珠白型號，以為雙色選項騰出空間。儘管任天堂的Game Boy Color剛於五個月前發售，萬代仍然對WonderSwan的前景充滿信心，因為WonderSwan採用了與初代Game Boy相似的單色螢幕，而初代Game Boy憑藉其優異的電池續航力和堅實的遊戲陣容在市場上較世嘉的Game Gear和雅達利的雅達利Lynx等採用彩色螢幕的競爭對手都更為成功。同時，WonderSwan 4,800日圓的首發售價亦較當時市面上的競爭對手便宜。
萬代在2000年間曾與美泰兒達成協議將WonderSwan引入北美地區市場，不過最終沒有實現。萬代放棄向北美市場發展的確切原因尚不得而知，不過有意見認為北美掌上遊戲機市場本身的飽和是萬代卻步的因素之一。
2000年中後，萬代推出了WonderSwan Color（ワンダースワンカラー），改採彩色螢幕，同時向下相容於初代WonderSwan。WonderSwan Color於2000年12月9日在日本上市，有珍珠藍、珍珠粉、水晶黑、水晶藍和水晶橙等外殼顏色選項。WonderSwan Color取得了一定程度的成功，在發售後一個月銷量即達27萬餘部。然而任天堂於WonderSwan Color正式上市前發表了新一代主機Game Boy Advance，硬體規格較WonderSwan Color優異；雖然WonderSwan Color 6,800日圓的首發售價仍較Game Boy Advance的9,800日圓便宜，一度於日本掌上遊戲機市場市佔率達8%的WonderSwan系列主機在Game Boy Advance於2001年3月上市後銷量再無起色。
2002年7月12日，WonderSwan Color經過重新設計，以SwanCrystal（スワンクリスタル）之名推出，首發售價7,800日圓（時較Game Boy Advance售價便宜1,000日圓）。萬代再次在網站舉行線上投票活動，選出了紫羅蘭、暗紅、水晶藍和水晶黑為外殼顏色選項。不過儘管有著相對低廉的售價和更優質的螢幕，SwanCrystal仍無力競爭。最終萬代於2003年全面停產WonderSwan系列主機，並轉型為純第三方遊戲開發商。WonderSwan系列主機在其生命週期內銷量共計約350萬部，其中初代WonderSwan銷量約155萬部，WonderSwan Color銷量則至少達110萬部。

## 硬體

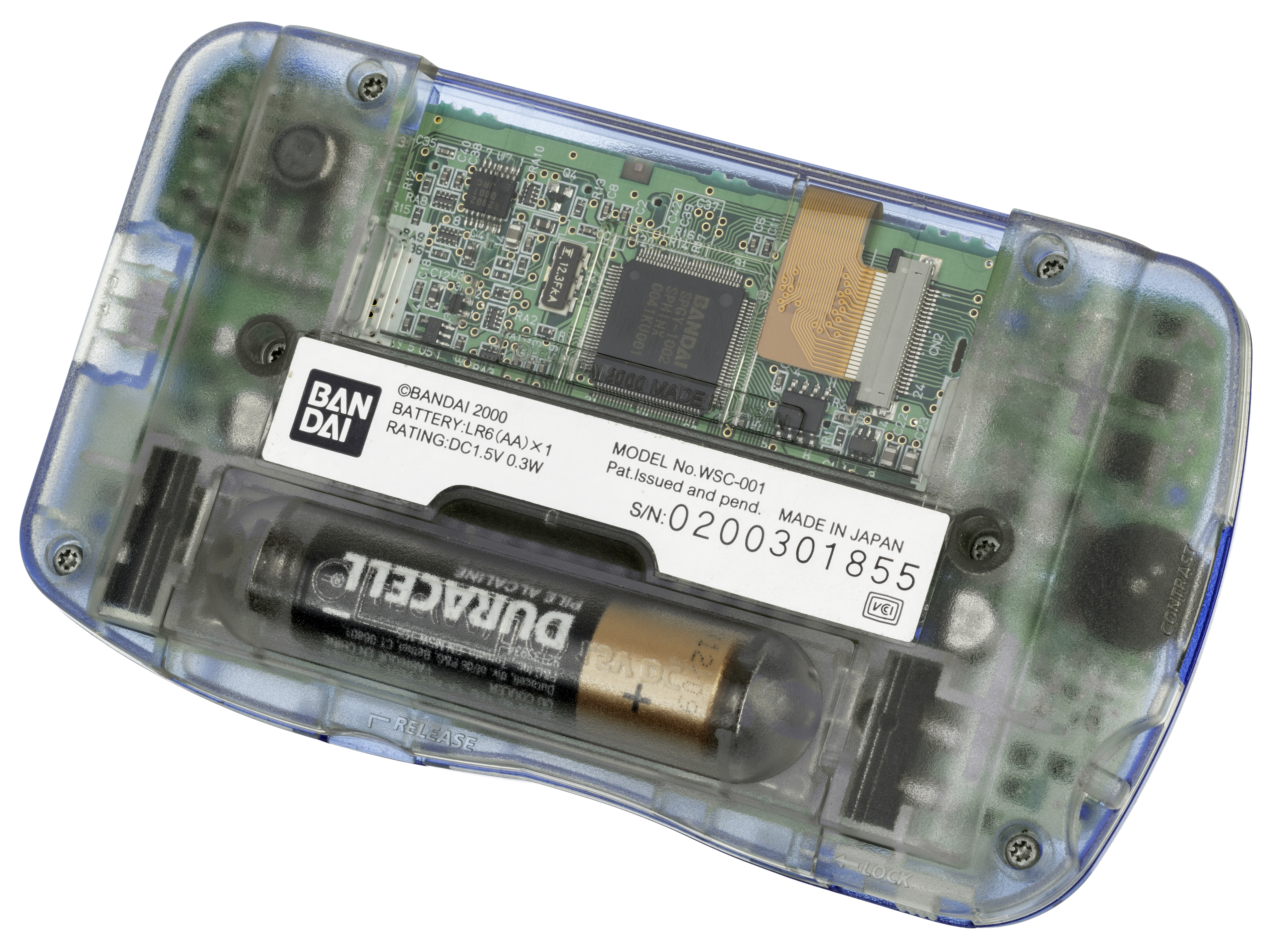
WonderSwan系列主機皆使用單顆AA電池作為主要電力來源

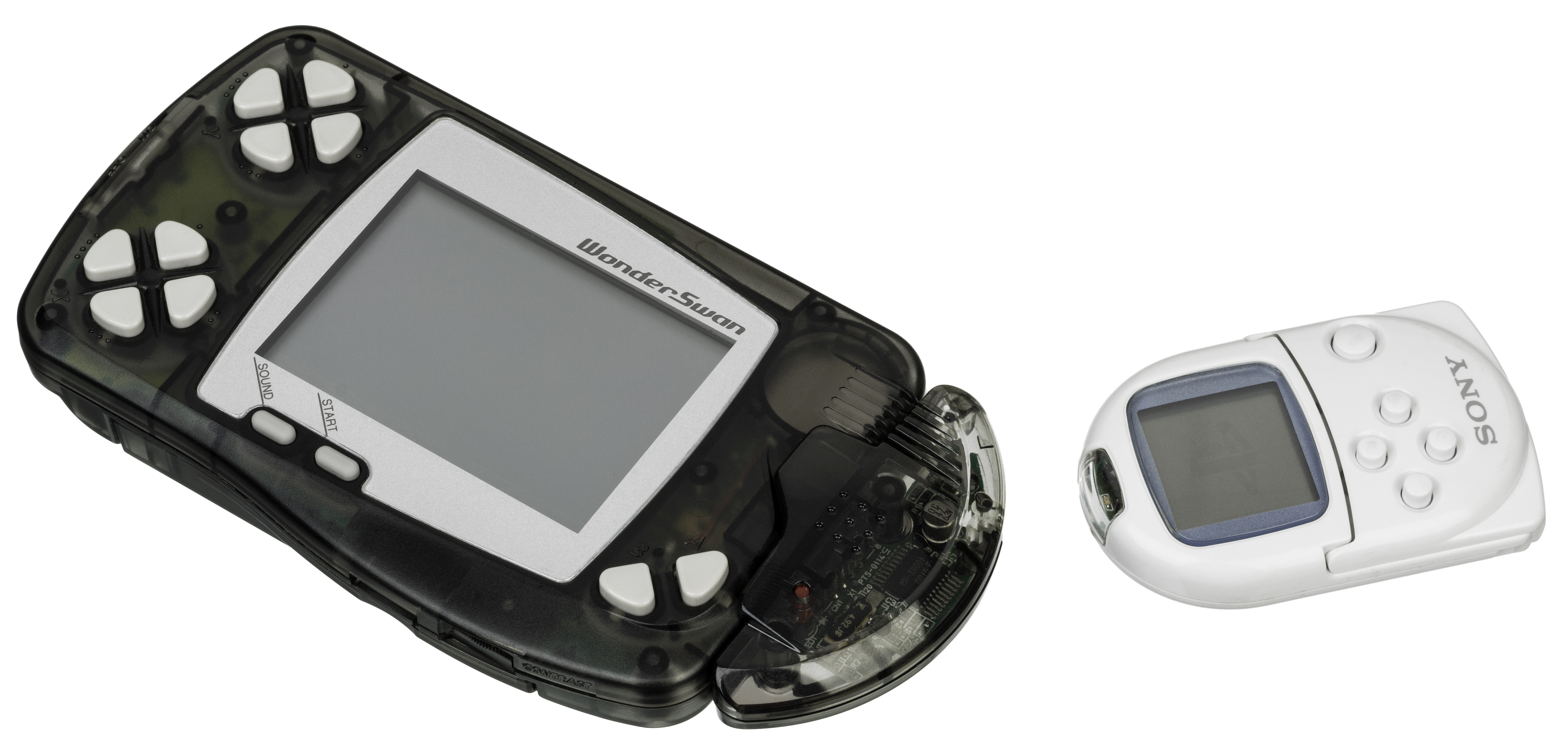
透過WonderWave配件，WonderSwan可以紅外線與索尼的PocketStation進行連動

初代WonderSwan主機之長、寬、高分別為74.3公釐×121公釐×24.3公釐（裝載專用充電電池時為74.3公釐×128公釐×17.5公釐），WonderSwan Color分別為74.3公釐×128公釐×24.3公釐（裝載專用充電電池時為74.3公釐×128公釐×17.5公釐），SwanCrystal則分別為77.5公釐×127.7公釐×17.5公釐。WonderSwan系列主機所使用的卡帶之長、寬、高分別為41.8×65.2×6.0公釐。
WonderSwan系列主機皆採用日本電氣研發的16位元中央處理器（CPU）NEC V30 MZ，頻率為3.072 MHz。和雅達利Lynx類似，WonderSwan附有一組額外的按鍵，可供玩家以不同角度持裝置遊玩，橫向或豎向操作皆可。WonderSwan系列主機皆使用單顆AA電池作為主要電力來源，在電池電量全滿的情況下，初代WonderSwan的續航力最多可達30小時之久，WonderSwan Color則達20小時，SwanCrystal也有15小時。初代WonderSwan的隨機存取記憶體（RAM）和唯讀記憶體（ROM）皆為16 KB（128 Kbit），而在WonderSwan Color和SwanCrystal上兩者皆增加至64 KB（512 Kbit）。此外，玩家可以在主機內建的128 B（1 Kbit）電子抹除式可複寫唯讀記憶體（EEPROM）上記錄姓名、生日和血型等個人資訊，以供遊戲存取使用。
初代WonderSwan主機配有一面對角線寬度為2.49英寸（63公釐）的FSTN液晶螢幕，解析度為224×144像素；螢幕可顯示八種灰色，較Game Boy的四種多了兩倍。WonderSwan Color和SwanCrystal的螢幕尺寸則較初代WonderSwan增大至2.8英寸（71公釐），解析度維持224×144像素不變，並可顯示彩色，同時發色數241色。WonderSwan Color和SwanCrystal都向下相容於初代WonderSwan，不過初代WonderSwan遊戲在WonderSwan Color和SwanCrystal上遊玩時會維持灰階原色，而不會以彩色顯示。WonderSwan Color同樣採用FSTN液晶螢幕，而SwanCrystal則採用了技術上更先進的TFT-LCD螢幕，以減少遊戲過程中常見的動態模糊現象；此外，SwanCrystal的外殼也經過重新設計，較前代主機更加耐用。
WonderSwan系列主機皆配有4個脈波編碼調變（PCM）音訊頻道，可透過壓電發音體輸出不同音量和音高的4位元立體聲。
在WonderSwan系列主機的生命週期內，萬代和第三方廠商為其開發了一些配件。WonderWitch是由Qute推出的軟體開發套件，售價11,800日圓，可讓開發者以C語言為WonderSwan平臺開發遊戲。萬代則和科學技術振興機構合作推出了WonderBorg機器人套件，可經WonderSwan操控。另外，透過WonderWave（ワンダーウェーブ）配件，WonderSwan可以紅外線與索尼的PocketStation進行連動。此外，WonderSwan還可利用行動網路與網際網路連接。

## 遊戲陣容
Koto Laboratory稱WonderSwan系列遊戲卡匣銷量達1000萬份。萬代的子公司萬普透過動漫授權和作品許可支援WonderSwan的遊戲陣容，南夢宮（當時尚未與萬代合併）和卡普空也為主機研發了一些遊戲。史克威爾（後與艾尼克斯合併為史克威爾艾尼克斯）推出了《最终幻想》、《最终幻想II》和《最終幻想IV》的重製版，這些遊戲之後也登上了Game Boy Advance平臺。太東移植了《太空侵略者》和一些電車GO!系列作品，獲得良好評價。萬代自己也為主機製作了數款數碼寶貝系列和鋼彈系列作品獨佔遊戲。為了與Game Boy系列的殺手級遊戲《俄羅斯方塊》競爭，橫井軍平為WonderSwan開發了一款益智遊戲，之後為紀念他以《GUNPEY》（即「軍平」）之名發行；其續作《GUNPEY EX》則是WonderSwan Color的首發遊戲。此外，一些以WonderWitch開發套件開發的遊戲，如《審判銀劍》等，也都有不錯的評價。
WonderSwan的遊戲陣容並不能算是充足。儘管有一些第三方電子遊戲發行商為主機開發遊戲，不過多數第三方電子遊戲發行商仍然僅支援任天堂的掌上遊戲機；史克威爾後來選擇回到任天堂陣營，成為WonderSwan在生命週期末期銷量下滑的主因之一。WonderSwan退出市場後，部分WonderSwan平臺的遊戲作品被移植至Game Boy Advance。

## 評價
WonderSwan系列主機在其生命週期內銷量共計約350萬部，於日本掌上遊戲機市場市佔率最高達8%，不過最終仍不敵任天堂的Game Boy Advance。Game Boy Advance之後藉其鮮豔的彩色螢幕和堅實的遊戲陣容持續壟斷日本掌上遊戲機市場，直到索尼於2004年推出PlayStation Portable為止。
輿論多給予WonderSwan正面評價，不過同時也認為WonderSwan較為小眾，僅對部分市場有較大吸引力。傑里米·佩瑞許（Jeremy Parish）在為USgamer（Eurogamer支部）撰寫的報導中將WonderSwan評價為橫井軍平設計哲學的終極體現，同時指出主機對市場的影響不大，惟將主機的失敗歸因於萬代，稱：「儘管WonderSwan最終將只被視為掌上遊戲機史中一次局部的波瀾，不過其已真正擁有做為電子遊戲平臺的地位⋯⋯主機的隱沒更多應歸因於進入市場的時機不當，以及萬代本身異常溫和的行銷策略，而非硬體本身的缺陷所致。」佩瑞許並對WonderSwan系列主機未進入北美地區市場的原因進行了推測：「基於當時Neo Geo Pocket相關商品在美國零售通路中有多難找，很難想像消費者會想要另一臺定位尷尬的日本主機。」Kotaku的路克·普朗克特（Luke Plunkett）讚譽了WonderSwan對任天堂的挑戰：「她（WonderSwan）擁有些非常獨特而有趣的事物，並打出了比其他多數掌上遊戲機都要精彩的一役。」《Retro Gamer》的金·魏爾德（Kim Wild）則批評了WonderSwan缺乏耳機孔和AC變壓器插槽，以及按鈕配置對左撇子玩家不友善、在連接耳機轉接器的狀態下無法藉傳輸線進行多人對戰等缺點，不過也讚譽了WonderSwan：「在受到強力競爭的情況下，（萬代）以WonderSwan達成的事情是非常優秀的。主機低廉的售價使其即使是在今天仍然值得作為購買選項考慮。」

## 外部連結
- 官方网站 （日語）